# Neilonella kuroshimaensis
Neilonella kuroshimaensis is een tweekleppigensoort uit de familie van de Neilonellidae. De wetenschappelijke naam van de soort is voor het eerst geldig gepubliceerd in 2011 door Okutani.